# Nesiotenbund
Der Nesiotenbund (gr. τὸ κοινὸν τῶν νησιωτῶν) war ein Zusammenschluss von Bewohnern verschiedener griechischer Ägäisinseln am Ende des 4. und in der ersten Hälfte des 3. Jahrhunderts v. Chr. Der Bund hatte sein Zentrum auf der Insel Delos.
Wann der Nesiotenbund gegründet wurde, ist nicht hundertprozentig gesichert. Am wahrscheinlichsten ist die Variante, nach der die Gründung 315/314 v. Chr. durch Antigonos I. Monophthalmos, einen der Diadochenkönige, erfolgte. Teilweise wird jedoch auch eine etwas spätere Datierung in das Jahr 308 v. Chr. vertreten und angenommen, der in Ägypten herrschende Diadoche Ptolemaios I. hätte den Bund während der kurzen Phase seiner Vorherrschaft im griechischen Raum begründet. Die Theorie, dass erst dessen Nachfolger Ptolemaios II. (regierte 285–246 v. Chr.) den Bund gegründet habe, wird demgegenüber in der Forschung kaum vertreten und gilt als unplausibel.
Nach der Niederlage und Gefangennahme des Demetrios I. Poliorketes im Jahr 286 v. Chr. wurde der Bund von Ptolemaios I. übernommen. Inhaltlich war der Bund eine politische Allianz. Seit der Oberhoheit durch die Ptolemäer stand an der Spitze des Bundes ein wohl vom ägyptischen König eingesetzter Nesiarch, diesem zur Seite eine Ratsversammlung (synhédrion). Drei Nesiarchen sind namentlich bekannt, Apollodor (vor 286 v. Chr.), Bakchon aus Boiotien (um 280 v. Chr.) und Hermeias von Halikarnassos (um 268 v. Chr.). Zu Ehren der jeweiligen Schutzherren wurden gemeinschaftliche Feste gefeiert, anfänglich die Antigoneia (Ἀντιγόνεια) und Dēmētrieia (Δημητρίεια), nach Beginn der ptolemäischen Herrschaft die Sotēria Ptolemaia (Σωτήρια Πτολεμαῖα) und Philadelphia (Φιλαδέλφεια) zu Ehren von Ptolemaios I. und Ptolemaios II.
Zumindest theoretisch waren alle Mitgliedsstädte des Bundes frei, jedoch hatte der Bund zum Teil weitreichende Befugnisse. So war es ihm in Gestalt des Rates erlaubt, in allen Städten das Bürgerrecht und proxenía zu vergeben und alle Mitglieder zahlten Abgaben an den König. Seit dem Zweiten Syrischen Krieg (260 bis 253 v. Chr.) gibt es keine Belege mehr für die Existenz des Bundes.
Unter der Führung von Rhodos wurde der Bund von 188 bis 167 v. Chr. erneut ins Leben gerufen. Der Mittelpunkt des Bundes befand sich nun auf Tenos. Neben dem Rat (synhédrion) gab es ein Führungsgremium (prostátaí), das dem Rat Vorschläge unterbreiten konnte.